# Liste der Kellergassen in Gaweinstal
Die Liste der Kellergassen in Gaweinstal führt die Kellergassen in der niederösterreichischen Gemeinde Gaweinstal an.
| Foto |                 | Kellergasse                      | Standort                 | Beschreibung |
| ---- | --------------- | -------------------------------- | ------------------------ | --- |
| BW   | Datei hochladen | Leopold Schiffmann-Straße        | KG: Atzelsdorf Standort  | Die einseitige Einzelkellergasse an einer Geländekante befand sich früher im nördlichen Hintaus, mittlerweile ist dort Siedlungsgebiet. Schmidbaur fand gegen 1990 auf 250 Metern Länge noch 20 Objekte vor; davon einige umgebaut mit Wohnnutzung, und etwa ein Drittel erneuerungsbedürftig. Die älteste Datierung ist von 1896. Heute sind dort nur mehr wenige Keller vorhanden. |
| ja   | Datei hochladen | Kellertrift „Am Hausweingarten“  | KG: Atzelsdorf Standort  | An die einseitige Einzelkellergasse, die in der Ebene nördlich außerhalb der Ortschaft angelegt wurde, grenzt heute eine neue Einfamilienhaussiedlung. Schmidbaur fand gegen 1990 auf 400 Metern Länge noch 24 Keller vor (davon 15 in Schildmauerform), 11 davon erneuerungsbedürftig. Heute sind dort nur mehr wenige Keller vorhanden. Die älteste Datierung ist von 1866. |
| BW   | Datei hochladen | Satzbergstraße                   | KG: Atzelsdorf Standort  | Entlang der nördlichen Ortsausfahrt befindet sich die einseitige Einzelkellergasse an einer Geländekante. Auf 400 Metern Länge befinden sich hier 15 Keller, sieben davon in Schildmauerform. Die älteste Datierung ist von 1897. |
| ja   | Datei hochladen | Bischof-Schneider-Straße         | KG: Gaweinstal Standort  | Die Einzelkellergasse liegt in einem Graben bzw. an einer Geländekante an der nordwestlichen Ortsausfahrt – zunächst einseitig auf der linken Straßenseite mit (ehemaligen) Kellern in Schildmauerform, dann weiter in Richtung Ortsausfahrt einseitig auf der rechten Straßenseite. Auf 400 Metern Länge befinden sich 40 Objekte, mehr als die Hälfte davon erneuerungsbedürftig oder verfallen. Die älteste Datierung ist von 1802.                                                       |
| BW   | Datei hochladen | Kellergasse                      | KG: Gaweinstal Standort  | Die beidseitige Einzelkellergasse in einem Hohlweg befand sich früher am nordwestlichen Ortsrand, heute ist sie von Siedlungsgebiet umgeben. Auf 150 Metern Länge befinden sich 35 Objekte, mehr als die Hälfte davon in Schildmauerform. Die älteste Datierung ist von 1896. |
| BW   | Datei hochladen | Scheicherstraße/Annastraße       | KG: Gaweinstal Standort  | Die beidseitige Einzelkellergasse liegt in einem Graben an der südwestlichen Ortsausfahrt. Auf 500 Metern Länge befinden sich 86 Objekte, mehr als die Hälfte davon erneuerungsbedürftig oder verfallen; einige wurden umgebaut – ein paar davon zu Wohnzwecken. Die älteste Datierung ist von 1804. |
| BW   | Datei hochladen | Schulstraße                      | KG: Gaweinstal Standort  | An einer Geländekante, ehemals im Hintaus, befindet sich eine kurze Kellerzeile, heute durch neuere Wohngebäude unterbrochen. |
| BW   | Datei hochladen | Untere Bergstraße                | KG: Gaweinstal Standort  | Im nördlichen Hintaus (das heute von neuerem Siedlungsgebiet umgeben ist) liegt die einseitige Einzelkellergasse in Hanglage. Auf 150 Metern Länge befinden sich 11 Objekte. Die älteste Datierung ist von 1871. |
| BW   | Datei hochladen | Beim Marterl                     | KG: Höbersbrunn Standort | Südwestlich außerhalb der Ortschaft liegt die einseitige Einzelkellergasse an einer Geländekante. Auf 130 Metern Länge befinden sich sieben großteils erneuerungsbedürftige Keller. |
| BW   | Datei hochladen | Gartenzeile                      | KG: Höbersbrunn Standort | Die einseitige Einzelkellergasse liegt im nordwestlichen Hintaus in Hanglage. Um 1990 fand Schmidbaur hier auf 250 Metern Länge noch 27, mehrheitlich erneuerungsbedürftige Keller vor. Heute dürften nicht mehr alle Objekte erhalten sein. Die älteste Datierung ist von 1786. |
| BW   | Datei hochladen | Verlängerung der Gartenzeile     | KG: Höbersbrunn Standort | Die einseitige Einzelkellergasse liegt an einer Geländekante an einem vom Ortsrand nach Westen wegführenden Weg. Auf 150 Metern Länge befinden sich neun Keller. Die älteste Datierung ist von 1888. |
| BW   | Datei hochladen | Im Hanfthal                      | KG: Höbersbrunn Standort | Das Kellergassensystem am nordöstlichen Ortsrand liegt teils in einem Hohlweg, teils an einer Geländekante. Auf 400 Metern Länge befinden sich 53 Objekte, viele davon erneuerungsbedürftig. Die älteste Datierung ist von 1859. |
| BW   | Datei hochladen | In Kräutern / In den Greuten     | KG: Höbersbrunn Standort | Südwestlich außerhalb der Ortschaft liegt die einseitige Einzelkellergasse in einem Hohlweg und an einer Geländekante. Auf 350 Metern Länge befinden sich 23 Keller, mehrheitlich in Schildmauerform. Die älteste Datierung ist von 1902. |
| BW   | Datei hochladen | Langen Weingärten                | KG: Martinsdorf Standort | Die beidseitige Einzelkellergasse liegt etwa einen Kilometer nördlich des Ortes in einem nicht tiefen Hohlweg. Auf 600 Metern Länge befinden sich 83 Keller, mehrheitlich traufständig. Die älteste Datierung ist von 1873. |
| BW   | Datei hochladen | Hintaus                          | KG: Martinsdorf Standort | Am südöstlichen Ortsrand liegt die einseitige Einzelkellergasse an einer Geländekante. Auf 200 Metern Länge befinden sich 29 Keller, die südlichsten davon liegen bereits auf dem Gebiet der Gemeinde Hohenruppersdorf. Die älteste Datierung ist von 1921. |
| BW   | Datei hochladen | Krautäcker                       | KG: Martinsdorf Standort | Westlich außerhalb der Ortschaft ist in Hanglage auf 180 Metern Länge eine aus etwa 5 Kellern bestehende Kellerzeile. |
| BW   | Datei hochladen | Kreuzstettenweg                  | KG: Pellendorf Standort  | Am westlichen Ortsrand liegt die einseitige Einzelkellergasse in einem Graben. Auf 250 Metern Länge befinden sich 20 mehrheitlich traufständige Objekte. Die älteste Datierung stammt von 1911. |
| BW   | Datei hochladen | Am Schlossberg                   | KG: Pellendorf Standort  | Im nördlichen Hintaus – wenn auch heute von neueren Häusern umgeben – liegt die einseitige Einzelkellergasse in Hanglage. Auf 200 Metern Länge befinden sich 15 Keller, mehr als die Hälfte in Schildmauerform. Die älteste Datierung stammt von 1923. |
| BW   | Datei hochladen | Leopold-Frank-Straße             | KG: Pellendorf Standort  | Die kurze einseitige Kellergasse wurde im Hintaus an einer Geländekante, seinerzeit am südöstlichen Ortsrand, angelegt, ist heute aber von neueren Häusern umgeben. Auf 120 Metern Länge befinden sich 11 Keller in Schildmauerform. Die älteste Datierung stammt von 1894. |
| BW   | Datei hochladen | Hobersdorfer Straße, Leitergasse | KG: Schrick Standort     | Die beidseitige Kellergasse liegt unmittelbar östlich neben der nördlichen Ortsausfahrt in Hanglage. Auf 160 Metern Länge befinden sich 21 Keller. |
| BW   | Datei hochladen | Am Kellerberg                    | KG: Schrick Standort     | Das beidseitige Kellergassensystem liegt teils in einem Hohlweg, teils an einer Geländekante unmittelbar westlich neben der nördlichen Ortsausfahrt. Auf 150 Metern Länge befinden sich 25 Keller, etwa ein Drittel davon zu Wohnzwecken umgebaut. |
| BW   | Datei hochladen | Josef-Weiland-Straße, Brunnenweg | KG: Schrick Standort     | Das Kellergassensystem liegt an der südlichen Ortsausfahrt: In lockerer Verbauung liegt eine 300 Meter lange Kellerzeile an einer Geländekante an der Josef-Weiland-Straße; gegenüberliegend vom südlichen Ende dieser Kellerzeile sind ein paar Keller am Brunnenweg. (Schmidbaur fasst alle diese Keller mit jenen in dem von der Weiland-Straße nach Nordwesten, zur Flur Oberen Lüsse führenden Hohlweg zusammen und zählt insgesamt 66 Objekte, mit einer ältesten Datierung von 1885.) |
| BW   | Datei hochladen | Hohlweg zur Oberen Lüsse         | KG: Schrick Standort     | Die Kellergasse ist ein Hohlweg, der vom südwestlichen Ortsrand nach Nordwesten hin führt. Am Beginn des Weges stehen einige Presshäuser, dann folgen nur mehr Schildmauerkeller. (Schmidbaur fasst diesen Hohlweg mit der Kellerzeile an der Josef-Weiland-Straße und Kellern am Brunnenweg zusammen und zählt so insgesamt 66 Objekte, mit einer ältesten Datierung von 1885.) |
| ja   | Datei hochladen | Kellergasse „Im Holitsch“        | KG: Schrick Standort     | Nördlich außerhalb der Ortschaft liegt die beidseitige Einzelkellergasse in einem Graben. Auf 600 Metern Länge befinden sich 59 Keller, drei Viertel davon in Schildmauerform. In der Kellergasse finden des Öfteren Veranstaltungen statt; am südlichen Ende der Kellergasse wurde ein Jugendzentrum errichtet. |

| Foto:                    | Fotografie der Kellergasse (Gesamtheit). Klicken des Fotos erzeugt eine vergrößerte Ansicht. Daneben finden sich zwei Symbole: \| Weitere Bilder vorhanden \| Das Symbol bedeutet, dass weitere Fotos des Objekts verfügbar sind. Durch Klicken des Symbols werden sie angezeigt. \| \| Eigenes Foto hochladen \| Durch Klicken des Symbols können weitere Fotos des Objekts in das Medienarchiv Wikimedia Commons hochgeladen werden. \| |
| Name:                    | Bezeichnung der Kellergasse |
| Standort:                | Es ist die Katastralgemeinde (KG) angegeben. Durch Aufruf des Links Standort wird die Lage der Kellergasse in verschiedenen Kartenprojekten angezeigt. |
| Beschreibung             | Kurze Beschreibung der Kellergasse |
| Weitere Bilder vorhanden | Das Symbol bedeutet, dass weitere Fotos des Objekts verfügbar sind. Durch Klicken des Symbols werden sie angezeigt. |
| Eigenes Foto hochladen   | Durch Klicken des Symbols können weitere Fotos des Objekts in das Medienarchiv Wikimedia Commons hochgeladen werden. |